# 学校では教えてくれないこと!!
『学校では教えてくれないこと!!』（がっこうではおしえてくれないこと!!）は、1994年11月12日から1995年9月9日までフジテレビ系列（ただしテレビ大分を除く）で毎週土曜日20:00 - 20:54に放送されていたバラエティ番組である。

## 番組概要
番組開始時のキャッチコピーは、「教養は、学校と学校以外でつくられる。」。
スタッフの多くは『ウゴウゴルーガ』と重複しており、セット・演出は同番組のイメージを色濃く引き継いでいる。
テロップを多用した番組の先がけとなった。
番組のメインテーマは「学校では教えてくれない」マニアックでややアナーキーな事柄を紹介するというもので、放送開始当初は、象と喧嘩する、カラスを料理して食べる、快感のためにこよりで鼻の奥を刺激してくしゃみをしつづける、ミミズにおしっこをかけると本当に男性器が腫れるかどうか実験する、かわつるみやエロ本の隠し場所を研究する、さらには生放送（1995年8月19日放送）で岡村隆史の背を伸ばす作戦も行うなど、当時としては相当先鋭的、実験的な番組だった。毎週エンディングではマスコットキャラクター「大ちゃん」の人形が登場し、潰されたり川に流されるなどの虐待をされていた。
1995年1月以降は比較的ソフトな内容に変更されたものの、その後もジェットコースターの耐久ガマン大会、恋愛の不幸話を一般参加者が告白し、聞き役の神田うのにコップの水をかけて怒りをぶつけることで立ち直ろうとする企画など、最終回まで破天荒な番組であった。
この番組は本来は10月29日開始の予定だったが、「10.8決戦」の影響により2週ずらして開始した。
19:54に『平成教育委員会』と「学校」のはざ間番組『花丸チェック』では「学校」のスタジオに「平成」から学級委員の中井美穂（当時のフジテレビアナウンサー。また、日程によっては教育実習生の福井謙二アナが出演する回もあった）が登場し「平成」の補習の問題と答え「学校」宛てに送られた質問ハガキを解答するコーナーの2編に構成された。
番組最高視聴率は1995年3月4日放送の16.0%（これは前番組の「平成教育委員会」で北野武が復帰した回の後に放送）。

## 出演者
※()内は番組内での肩書
- 山田邦子（おかしら）
- 今田耕司（にいさん）
- ナインティナイン（矢部浩之・岡村隆史）（いちびり）
- 神田うの（めっきいむすめ）
- 吉川ひなの（ゆめみるしょうじょ）
- 袴田吉彦（とっぽくん）
- 山本太郎（らんぼうもの）
- 近藤サト（しょき、当時フジテレビアナウンサー）
- 大坪千夏（べんりやさん、当時フジテレビアナウンサー）
- 松岡昌宏（わかもの、TOKIO）※番組後期のみ
- 高橋源一郎（ちえぶくろ）

ゲスト枠では
- 西田ひかる（げんきもの）
- 大竹まこと（じんせいおやじ）
- 池田貴族（おたくもの）
- 電気グルーヴ（とっぽくん）

また、前説や実験企画のロケにはU-turnも不定期に出演してた。

## スタッフ
- 構成：伊藤正宏 ／ 浅田敦史、高橋裕幸、岩崎夏海、江間浩司、長田充、木村仁、平岡秀章、鈴木おさむ、笹川勇、齋藤貴義、椎名基樹
- ブレーン：城戸口寛 ／ 大木三千代、ひめはじめ、杉本恵美子、高井均、宮島伸浩
- ナレーター：坂上みき、南原健、大坪千夏
- TK：畑中まゆみ
- 広報：中島良明
- スチール：瀬井美明
- 美術プロデューサー：佐藤正直
- デザイン：石森慎司
- 美術進行：石川利久
- 大道具：安川敏治
- 装飾：福留克年
- 持道具：網野高久
- 衣装：土田清
- メイク：柴田利恵
- かつら：太田修
- アクリル：日野邦彦
- 電飾：森智
- 視覚効果：藤本茂
- タイトル：田中秀幸
- CG：ウルトラ、アバックス、フレイムグラフィックス、勝聡
- 造形作家：近藤学
- スタイリスト：FREAK SHOW、大塚勇造、高堂のりこ、遠山真紀、磯川麻衣子、橋本庸子
- メイクアップ：ショコラータ、星ののぶすけ、MAKE'S
- TD：佐藤光雄
- SW：猿谷智
- カメラ：湯沢満
- VE：中井章晴
- 音声：佐藤浩一
- 照明：小林直貴
- ロケ技術：共同テレビ、インフ
- 編集：一ノ瀬勝
- MA：比嘉努
- 音響効果：須賀尾克美
- 技術協力：八峯テレビ、ダブルビジョン、映像通信
- 照明協力：FLT
- 制作協力：MASH creative、AMAZON、日本テレワーク
- 制作デスク：佐藤千恵
- アシスタントプロデューサー：丹羽和重、中島さゆり
- ディレクター：土居勝徳、後藤光康、石川陽、武島義之、松尾知明、岩崎光志、石井浩二
- 演出：福原伸治
- プロデューサー：奥津啓治、村中祐一、上野修平
- チーフプロデューサー：日向栄二
- 制作：フジテレビ第三制作部（現：ニュース総局情報制作局情報制作センター）
- 制作著作：フジテレビ

## 主題歌
歴代エンディングテーマ
- 「カメライフ」電気グルーヴ（第1回～1995年3月）
- 「SWEET CHILD」COSA NOSTRA（1995年4月～最終回まで）

## 備考
- 山田邦子にとってフジテレビの土曜20時台出演は『オレたちひょうきん族』（1989年終了）以来5年ぶりのことで、開始年の9月に終了した『クイズ!年の差なんて』からの引継ぎフジテレビ出演でもあった。当番組終了以降、山田はフジテレビではレギュラー番組は持っていない。
- この番組が終了した後の土曜20時台については、バレーボールワールドカップ中継に対応するため1995年10月 - 12月の期間の固定番組を設けず、後番組『BANG! BANG! BANG!』は1996年の1月からの放送となった。なお、『BANG! BANG! BANG!』の後番組は、この番組に出演していたナインティナインがメインの『めちゃ2イケてるッ!』である。

| フジテレビ系 土曜20時台 | フジテレビ系 土曜20時台     | フジテレビ系 土曜20時台        |
| 前番組                  | 番組名                      | 次番組                         |
| ----------------------- | --------------------------- | ------------------------------ |
| ゴールデンタイム        | 学校では教えてくれないこと! | つなぎ番組 ↓ BANG! BANG! BANG! |